# Manucho
Mateus Alberto Contreiras Gonçalves, ismertebb nevén Manucho (Luanda, 1983. március 7. –) angolai labdarúgó, aki jelenleg a Rayo Vallecanóban játszik. Mikor a Vörös Ördögökhöz igazolt, nem kapta meg azonnal a munkavállalási engedélyt az Egyesült Királyságban, így a 2007–08-as szezon hátraévő részét a Panathinaikósznál töltötte. 2008 júliusában visszatért a Unitedhez a szezon előtti felkészülésre, nem sokkal utána megkapta az engedélyt. 2008. szeptember 23-án, a Middesbrough elleni Ligakupa-meccsen mutatkozhatott be a manchesterieknél.

## Pályafutása
Manucho a Flamenguinhosban kezdte pályafutását. Ez egy kis, fiatalok számára fenntartott labdarúgócsapat Terra Novában, Luandában. Itt apja, Alberto Gonçalves volt az edzője, akinek irányítása alatt bal szélsőként játszott és csapata egyik legkiválóbb játékosává nőtte ki magát.

### Korai évek
Manucho 1999-ben a Benfica de Luandával, egy angolai középcsapattal írt alá profi szerződést. Ezután a szintén luandai Petro Atléticóhoz igazolt, ahol eleinte kevés játéklehetőséget kapott, mivel a menedzser általában Flávio Amadónak szavazott bizalmat. Később Amado az egyiptomi Al-Ahlyhoz szerződött, így Manucho egyre gyakrabban jutott lehetőséghez. 2006-ban 16, 2007-ben pedig 15 találatig jutott.
2007. december 21-én közzétett hírek megerősítették a találgatásokat, melyek szerint Manucho a Manchester Unitedhez igazol. A transzferre 2008 januárjában került sor, a játékos hároméves szerződést írt alá a Uniteddel. Korábban Manucho három hétig próbajátékon volt az angol csapatnál és játéka elnyerte a klub szakembereinek, köztük Sir Alex Fergusonnak a tetszését.

### Panathinaikósz
2008. január 31-én a Manchester United bejelentette, hogy a 2007–08-as szezon hátralévő részére kölcsönadta Manuchót a görög Panathinaikósznak. Erre lépésre azért volt szükség, mert a játékos nem kapta meg a munkavállalási engedélyt az Egyesült Királyságban, így nem léphetett volna pályára a United első csapatában. A kölcsönidőszak azután kezdődött meg, hogy Angola kiesett a 2008-as Afrikai Nemzetek Kupájáról Egyiptommal szemben.
Manucho első meccsén, egy Larissa elleni bajnokin góllal mutatkozott be. A Panathinaikósz a szezon végén a harmadik helyen zárt, így játszhatott az európai porondra való kikerülésért. Manucho három gólt szerzett a hatmeccses sorozatban, ezzel sokat segített csapatának, hogy bejusson a Bajnokok Ligája második selejtezőkörébe.

### Manchester United
A 2007–08-as évad után Manucho visszatért a Manchester Unitedhez, hogy megkezdje a következő szezon előtti felkészülést és részt vegyen a csapat dél-afrikai túráján. Lábközépcsont-törése miatt azonban nem szerepelhetett a barátságos meccseken. 2008 augusztusában a United bejelentette, hogy Manucho megkapta a munkavállalási engedélyt, így felépülése után akár be is mutatkozhat. A 2008–09-es szezonra a 26-os számú mezzel nevezték. Első tétmeccsén 2008. szeptember 23-án léphetett pályára a Vörös Ördögöknél. A Middlesbrough elleni Ligakupa-meccsen csereként állt be. 2008. november 15-én a Premier League-ben is debütálhatott a Stoke City ellen. Carlos Tévez helyére állt be a 74. percben, körülbelül tíz perccel később ő is szerepet vállalt Danny Welbeck góljában.

### A válogatottban
Manucho az angolai válogatottban szerepel. Tagja volt annak a csapatnak, mely remek teljesítménnyel kvalifikálta magát a 2008-as Afrikai Nemzetek Kupájára.
2008 januárjában ő is bekerült az angolai válogatott keretébe, mely részt vett a 2008-as Afrikai Nemzetek Kupáján ghánában. Ő szerezte Angola első gólját Dél-Afrika ellen. Válogatottja második meccsén, Szenegál ellen duplázni tudott. Az Egyiptom elleni, kieséssel végződő találkozón is betalált. Távoli találatát később többen a torna legszebb góljaként emlegették. Végül a torna álomcsapatában is helyet kapott.

## Külső hivatkozások
- Manucho pályafutásának statisztikái a Soccerbase oldalon (angolul)

- Manucho profilja a ManUtd.com-on